# Distrito de Ollaraya
El distrito de Ollaraya es uno de los 7 distritos que conforman la provincia de Yunguyo, ubicada en el departamento de Puno en el sudeste del Perú, bajo la administración del Gobierno regional de Puno.
Desde el punto de vista jerárquico de la Iglesia católica forma parte de la Prelatura de Juli en la arquidiócesis de Arequipa.

## Historia
El distrito fue creado mediante Ley N.º 24019 del 7 de diciembre de 1984, en el segundo gobierno de Fernando Belaúnde.

## Geografía
Ribereño del lago Titicaca, en su lago más pequeño llamado Menor o Wyñaymarka.10 km al sur de Copacabana en la península del mismo nombre. Linda al norte con la provincia boliviana de Manco Kapac; al sur con el lago; al este con los distritos de Tinicachi y de Unicachi; y al oeste con el de Yunguyo. Es una de las más hermosas penínsulas que existen alrededor del lago.

## Demografía
Según el censo peruano de 2007, había 1598 personas residiendo en Ollaraya.

## Autoridades

### Municipales
- 2019 - 2022[4]
  - Alcalde: Alejandro Mamani Mamani, del Movimiento de integración por el Desarrollo Regional.
  - Regidores:

  1. Rufino Ticona Cahuaya (Movimiento de integración por el Desarrollo Regional)
  2. Isaac Quispe Coaquira (Movimiento de integración por el Desarrollo Regional)
  3. Octavio Paye Pongo   (Movimiento de integración por el Desarrollo Regional)
  4. Cristina Zapana Cori (Movimiento de integración por el Desarrollo Regional)
  5. Antonio Cahuaya Quisocala (Movimiento Regional Gestionando Obras y Oportunidades con Liderazgo)

### Religiosas
- Parroquia San Miguel Arcángel
  - Párroco: Pbro. Narciso Valencia Parisaca.